# Филип I (Насау-Саарбрюкен-Вайлбург)
Вижте пояснителната страница за други личности с името Филип I.
Филип I фон Насау-Саарбрюкен-Вайлбург (на немски: Philipp I von Nassau-Saarbrücken-Weilburg; * ок. 1368, Вайлбург в Хесен; † 2 юли 1429, Висбаден) от род Дом Насау (Валрамска линия) е граф на Насау-Вайлбург (1381 – 1429) и граф на Насау-Саарбрюкен (1381 – 1429).

## Биография
Той е вторият син на граф Йохан I фон Насау-Вайлбург (1309 – 1371) и втората му съпруга Йохана фон Саарбрюкен († 1381), дъщеря наследничка на граф Йохан II фон Саарбрюкен (1325 – 1381).
Баща му Йохан I получава през 1366 г. от император Карл IV за себе си и наследниците си титлата покнязен граф на империята. Филип I поема наследството на баща си на 20 септември 1371 г. като граф на Насау-Вайлбург и понеже е малолетен е под регентството на майка си до нейната смърт през 1381 г. През 1381 г. наследява Графство Саарбрюкен от дядо си Йохан II фон Саарбрюкен. През 1385 г. Филип става пълнолетен, а от 1388 г. е рицар.
Филип има контакти с Франция. Във френския двор той е кралски съветник. Неговите наследници управляват четири века Графство Саарбрюкен.
Умира на 2 юли 1429 г. във Висбаден и е погребан в манастир Кларентал при Висбаден. Гробът му е разрушен при пожар през 1850 г.

## Фамилия
Първи брак: през 1387 г. с Анна фон Хоенлое-Вайкерсхайм († 11 октомври 1410), наследничка на Кирххаймболанден и Щауф, която умира през 1410 г., дъщеря на граф Крафт IV фон Хоенлое-Вайкерсхайм. С нея той има две деца:
- Филип (1388 – 1416)
- Йохана/(Йоханета († 1 февруари 1481), ∞ на 22 юни 1422 г. за граф Георг фон Хенеберг-Рьомхилд (* 1395; † 25 юли 1465)

Втори брак: през 1412 г. с Елизабет от Лотарингия (* 1395, † 17 януари 1456), дъщеря на граф Фридрих I Лотарингски от Водемон (1368 – 1415). С нея той има децата:
- Филип II (1418 – 1492), граф на Насау-Вайлбург (1442 – 1492)
- Йохан II или III (1423 – 1472), граф на Насау-Саарбрюкен (1442 – 1472)
- Маргарета (1426 – 1490), омъжена 1441/пр. 1472 г. за Герхард фон Родемахерн († ок. 1489)

Филип има три извънбрачни деца:
- Филип фон Насау
- Грета († 1437)
- Хайнцхен фон Насау